# Kuvaiti dinár
A dinár Kuvait hivatalos pénzneme, a világ legértékesebb valutája.

## Bankjegyek
A dinárnak eddig öt sorozata volt történelme során:
Az első szériát 1961. április 1. és 1982. február 1. között használták. 1970. november 17-én új negyed, fél és 10 dináros bankjegyeket nyomtattak.
2015. október 1-jén kivonják a forgalomból a 2014 előtt kiadott bankjegyeket.
2014. június 29-én új polimer alapú bankjegyeket bocsátottak ki.

### 2014-es sorozat
| Kép    | Kép    | Névérték | Méret       | Szín                | Leírás                        | Leírás                                       | Dátumok          | Dátumok     |
| Előlap | Hátlap | Névérték | Méret       | Szín                | Előlap                        | Hátlap                                       | kibocsátás       | visszavonás |
| ------ | ------ | -------- | ----------- | ------------------- | ----------------------------- | -------------------------------------------- | ---------------- | ----------- |
|        |        | ¼ dinár  | 110 x 68 mm | barna               | Szabadság-torony és dhow-hajó | hagyományos, fahajók, első kuvaiti érme      | 2014. június 29. | forgalomban |
|        |        | ½ dinár  | 120 x 68 mm | zöld                | Kuvait-torony és dhow-hajó    | Al Zubadi, közönséges cserepesteknős         | 2014. június 29. | forgalomban |
|        |        | 1 dinár  | 130 x 68 mm | szürke              | Nagy mecset                   | ókori görög civilizáció Failaka szigetén     | 2014. június 29. | forgalomban |
|        |        | 5 dinár  | 140 x 68 mm | lila                | A nemzeti bank új központja   | Olajfinomító és egy olajszállító tartályhajó | 2014. június 29. | forgalomban |
|        |        | 10 dinár | 150 x 68 mm | vörös, narancssárga | kuvaiti parlament             | teve                                         | 2014. június 29. | forgalomban |
|        |        | 20 dinár | 160 x 68 mm | kék                 |                               | dhow-hajó                                    | 2014. június 29. | forgalomban |

## Külső hivatkozások
- bankjegyek képei